# Boštjan Cesar
Pour les articles homonymes, voir Cesar et César.
Boštjan Cesar, né le 9 juillet 1982 à Ljubljana, est un ancien footballeur international slovène qui évoluait au poste de défenseur. Reconverti entraîneur, il officie en tant que sélectionneur de l'équipe de Slovénie des moins de 19 ans (en).

## Biographie

### En club
Transféré à l'Olympique de Marseille en juillet 2005 pour 2,5 millions d'euros, il fait alors partie des cadres de la sélection slovène.
Il se blesse gravement à la tête en février 2006, ce qui l'écarte des terrains durant plusieurs mois. Il fait son retour en début de saison 2006-2007, le 22 juillet 2006, lors de la rencontre en Coupe Intertoto qui oppose l'Olympique de Marseille au club ukrainien du Dniepr Dniepropetrovsk (2-2).
Cesar est ensuite prêté à l'aube de la saison 2007-2008 en 2e division anglaise à West Bromwich Albion, mais le club anglais décide de ne pas lever l'option d'achat d'un million d'euros le concernant. Il retourne donc à l'Olympique de Marseille avec un statut d'indésirable, ne rentrant pas dans les plans de l'entraîneur marseillais Éric Gerets pour la saison 2008-2009. 
Le 12 janvier 2009, Cesar signe au Grenoble Foot 38 pour deux ans et demi pour une somme de 400 000 €. Il inscrit son premier but sous ses nouvelles couleurs face à Girondins de Bordeaux, le 14 février 2009.
En mai 2010, il signe au Chievo Vérone.

### En équipe nationale
Boštjan Cesar honore sa première sélection avec la Slovénie le 12 février 2003 contre Hong-Kong. Il marque son premier but contre l'Italie le 9 octobre 2004.
Cesar participe à la Coupe du monde 2010 en Afrique du Sud avec la Slovénie. 

## Palmarès

### En club
- Dinamo Zagreb
  - Champion de Croatie en 2003
  - Vice-champion de Croatie en 2004
  - Vainqueur de la Coupe de Croatie en 2002 (en) et 2004 (en)

- Olympique de Marseille
  - Vice-champion de France en 2007.

- West Bromwich Albion
  - Champion d'Angleterre de Championship (D2) en 2008.

## Buts internationaux
| #   | Date             | Lieu                                  | Adversaire  | Résultat | Compétition                        |
| --- | ---------------- | ------------------------------------- | ----------- | -------- | ---------------------------------- |
| 1.  | 9 octobre 2004   | Celje, Slovénie                       | Italie      | 1-0      | Qualifications Coupe du monde 2006 |
| 2.  | 11 octobre 2006  | Minsk, Biélorussie                    | Biélorussie | 4-2      | Qualifications Euro 2008           |
| 3.  | 3 mars 2010      | Maribor, Slovénie                     | Qatar       | 4-1      | Match amical                       |
| 4.  | 17 novembre 2010 | Koper, Slovénie                       | Géorgie     | 1-2      | Match amical                       |
| 5.  | 15 août 2012     | Ljubljana, Slovénie                   | Roumanie    | 4-3      | Match amical                       |
| 6.  | 7 juin 2013      | Laugardalsvöllur, Islande             | Islande     | 4-2      | Éliminatoires Coupe du monde 2014  |
| 7.  | 5 septembre 2015 | Bâle, Suisse                          | Suisse      | 2-3      | Éliminatoires Euro 2016            |
| 8.  | 12 octobre 2015  | Serravalle (Saint-Marin), Saint-Marin | Saint-Marin | 2-0      | Éliminatoires Euro 2016            |
| 9.  | 17 novembre 2015 | Maribor, Slovénie                     | Ukraine     | 1-1      | Barrages Euro 2016                 |
| 10. | 4 septembre 2016 | Vilnius, Lituanie                     | Lituanie    | 2-2      | Éliminatoires Coupe du monde 2018  |

## Statistiques
| Saison    | Club                      | Pays       | Championnat        | Coupes nationales | Coupes d’Europe       | Sélection Slovénie |
| --------- | ------------------------- | ---------- | ------------------ | ----------------- | --------------------- | ------------------ |
| 2000-2001 | Dinamo Zagreb             | Croatie    | 2 matchs           | -                 | -                     | -                  |
| 2001-2002 | Dinamo Zagreb             | Croatie    | 18 matchs          | 1 match           | 4 matchs              | -                  |
| 2002-2003 | Dinamo Zagreb             | Croatie    | 11 matchs          | 2 matchs          | 2 matchs (C3)         | 1 match            |
| 2003-2004 | Dinamo Zagreb             | Croatie    | 11 matchs          | 3 matchs          | 5 matchs              | 5 matchs           |
| 2004-2005 | Olimpija Ljubljana        | Slovénie   | 9 matchs           | 1 match           | -                     | 3 matchs / 1 but   |
| 2004-2005 | Dinamo Zagreb             | Croatie    | 11 matchs / 1 but  | 1 match           | -                     | 2 matchs           |
| 2005-2006 | Dinamo Zagreb             | Croatie    | 5 matchs / 2 buts  | -                 | -                     | 1 match            |
| 2005-2006 | Olympique de Marseille    | France     | 17 matchs          | 1 match           | 6 matchs / 1 but (C3) | 5 matchs           |
| 2006-2007 | Olympique de Marseille    | France     | 7 matchs           | 3 matchs          | 5 matchs (C3)         | 8 matchs / 1 but   |
| 2007-2008 | West Bromwich Albion (D2) | Angleterre | 20 matchs / 1 but  | 4 matchs          | -                     | 3 matchs           |
| 2008-2009 | Olympique de Marseille    | France     | -                  | -                 | -                     | 5 matchs           |
| 2008-2009 | Grenoble                  | France     | 15 matchs / 1 but  | 2 matchs          | -                     | 3 matchs           |
| 2009-2010 | Grenoble                  | France     | 25 matchs          | -                 | -                     | 11 matchs / 1 but  |
| 2010-2011 | Chievo Vérone             | Italie     | 32 matchs / 3 buts | -                 | -                     | 9 matchs / 1 but   |
| 2011-2012 | Chievo Vérone             | Italie     | 29 matchs          | 2 matchs / 1 but  | -                     | 7 matchs           |
| 2012-2013 | Chievo Vérone             | Italie     | 22 matchs          | 1 match           | -                     | 8 matchs / 2 buts  |
| 2013-2014 | Chievo Vérone             | Italie     | 32 matchs / 1 but  | 2 matchs          | -                     | 7 matchs           |
| 2014-2015 | Chievo Vérone             | Italie     | 28 matchs          | 1 match           | -                     | 10 matchs / 2 buts |
| 2015-2016 | Chievo Vérone             | Italie     | 31 matchs / 1 but  | 1 match           | -                     | 4 matchs / 1 but   |
| 2016-2017 | Chievo Vérone             | Italie     | 3 matchs           | 1 match           | -                     | 1 match / 1 but    |

Dernière mise à jour le 13 septembre 2016